# Tortum Çayı

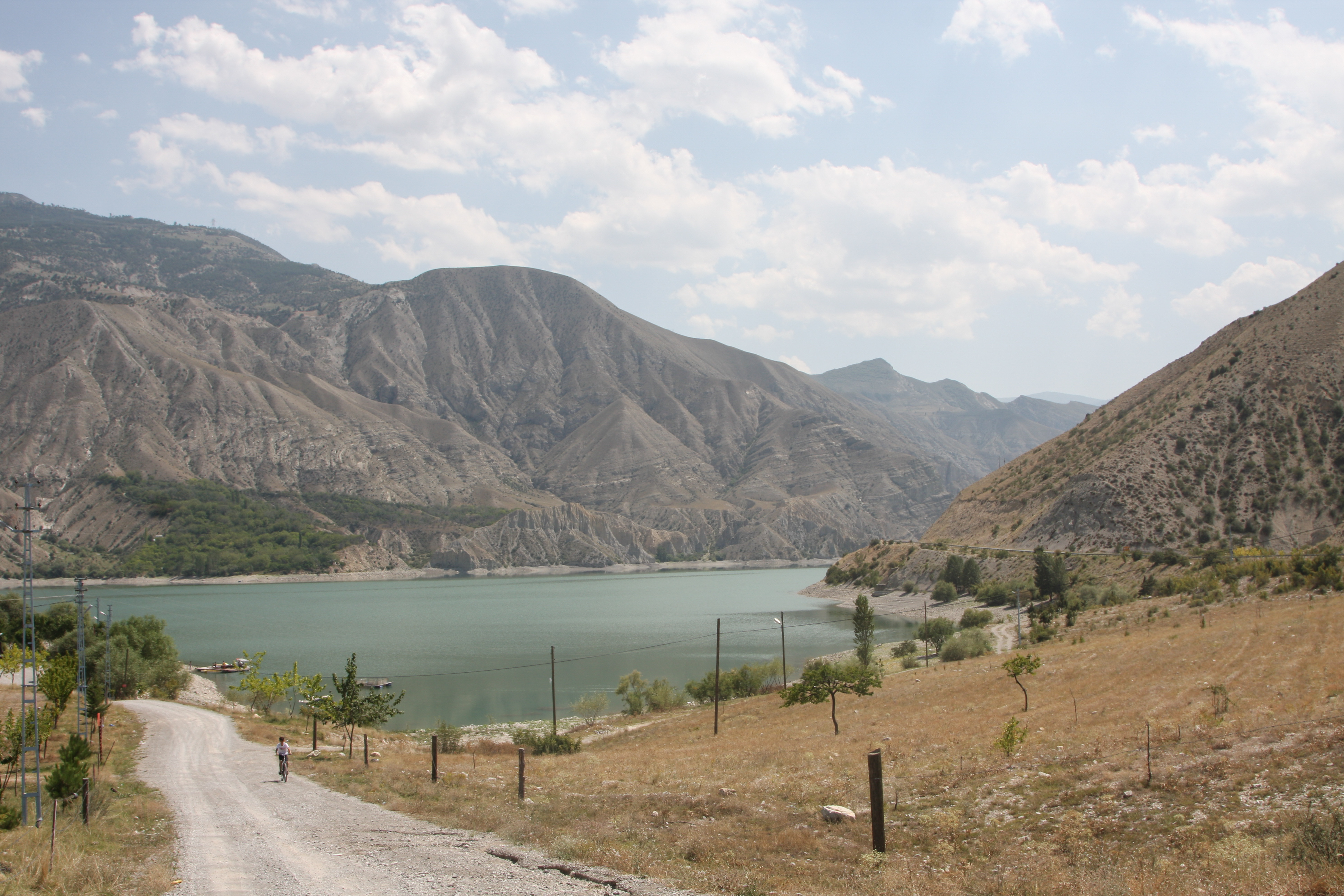
Le lac de barrage de Tortum en 2016.

La rivière de Tortum (Tortum Çayı) est une rivière de Turquie dans les provinces d'Erzurum et d'Artvin. Elle est coupée par le barrage de Tortum, entre la ville de Tortum qui lui donne son nom et son confluent avec la rivière d'Oltu (Oltu Çayı) qui rejoint la rive droite du fleuve de Çoruh (Çoruh Nehi ou Tchorokhi) quelques kilomètres plus loin. Elle prend sa source au nord d'Erzurum et coule vers le nord jusqu'à son confluent.